# Бромат кальция
Бромат кальция — неорганическое соединение,
соль кальция и бромноватой кислоты с формулой Ca(BrO3)2,
бесцветные кристаллы,
растворяется в воде,
образует кристаллогидраты.

## Получение
- Реакция брома и суспензии гидроксида кальция:

{\displaystyle {\mathsf {6Ca(OH)_{2}+6Br_{2}\ {\xrightarrow {}}\ Ca(BrO_{3})_{2}+5CaBr_{2}+6H_{2}O}}}

## Физические свойства
Бромат кальция образует бесцветные кристаллы.
Растворяется в воде.
Образует кристаллогидрат состава Ca(BrO3)2•H2O.